# Barrio Llequén (Villa El Chocón)
El Barrio Llequén es una localidad ubicada al sudeste de la provincia del Neuquén, Argentina, en el departamento Confluencia. Es un barrio perteneciente al ejido municipal de Villa El Chocón.

## Ubicación
Se encuentra cercana a la localidad de Villa El Chocón, y la Represa El Chocón, sobre la Ruta Nacional 237.

## Población
Cuenta con 426 habitantes (Indec, 2010), lo que representa un incremento del 53,2% frente a los 278 habitantes (Indec, 2001) del censo anterior.
Desde el censo 2022 se dejó de informar su población ya que quedó definitivamente incluida dentro de la población urbana de Villa el Chocón; con quien formaron un conglomerado de 1572 habitantes.
| Gráfica de evolución demográfica de Barrio Llequén entre 1991 y 2010 |
|                                                                      |
| Fuente: Censos nacionales del INDEC                                  |